# Einsamer Hirte
Einsamer Hirte (oder auch: Der einsame Hirte; englisch The Lonely Shepherd) ist ein Instrumentalstück von James Last, das in der Aufnahme mit dem rumänischen Panflötenspieler Gheorghe Zamfir bekannt wurde.

## Hintergrund
Ursprünglich war der Titel vorgesehen für das Album Filmmusik ohne Filme, welches nur Eigenkompositionen von James Last enthalten sollte. Dieses Album wurde nie umgesetzt, so dass Der einsame Hirte 1977 auf dem James-Last-Album Rußland-Erinnerungen erschien. Im selben Jahr wurde es auch als Single veröffentlicht (dort als „Einsamer Hirte“), die in Deutschland Platz 22 der Musikcharts erreichte. Mit dieser Aufnahme gelang Gheorghe Zamfir, der bereits zahlreiche Platten veröffentlicht hatte, sein internationaler Durchbruch. Unter anderem begleitete er James Last 1978 auf seiner Tournee. Im selben Jahr nahm der Schlagersänger Bernhard Brink mit Bevor das letzte Glas zerbricht eine Version des Liedes mit einem deutschen Text von René Marcard auf und veröffentlichte diese als Single. Diese Version erschien zwei Jahre später auch auf Brinks LP Ich wär’ so gern wie du.
Einsamer Hirte wurde mehrfach als Filmmusik verwendet. 1979 wurde es als Titelmelodie für die sechsteilige Fernsehserie Das Gold der Wüste (Golden Soak) verwendet und fand 1984 im oscarnominierten Kurzfilm Paradise Verwendung. 2004 benutzte Quentin Tarantino die Aufnahme als Filmszenenuntermalung und Abspannmusik für seinen Film Kill Bill: Vol. 1.  Auf der DVD wird fälschlicherweise Gheorghe Zamfir als Produzent des Titels ausgewiesen.
Bis heute genießt der Titel ungebrochene Popularität und wurde von zahlreichen Künstlern neu eingespielt. Erfolgreich war eine Version mit Rap-Part von Lamar im Jahr 1999 sowie eine Version von Leo Rojas, der damit die TV-Castingshow Das Supertalent im Dezember 2011 gewinnen konnte.